# Тирумантирам
Тирумантирам (там. திருமந்திரம்) — древнее тамильское религиозно-философское стихотворное произведение, написанное Тирумуларом и датируемое II—XII веком нашей эры.
Является одним из наиболее значимых духовных текстов на тамильском языке. Состоит из более чем трех тысяч четверостиший, в которых излагаются вероучения тантрической йоги и шайва-сиддханты.

## Этимология
Тирумантирам — «священные мантры».

## Содержание
Тирумантирам состоит из введения и девяти глав называемых тантрами:
Введение. Цели создания произведения, автобиография Тирумулара, духовная иерархия.
1. Наставление и подготовка к прохождению пути.
2. Интерпретация пуран и классификация джив.
3. Описание практик очищения и работы с телом (аштанга йога).
4. Описание чакр, мантр и янтр.
5. Описание способов и путей слияния с Шивой и результирующих состояний.
6. Описание различных садхан, дыхательных техник.
7. Правила поведения шиваитов. Описание энергетических точек в теле человека.
8. Описание состояний джив, пять состояний психики, представление о первоэлементах (таттва).
9. Описание результатов достижения освобождения, сравнение веданты и сиддханты, описание самадхи[2][3].

В Тирумантирам Тирумуларом подробно описаны все ступени восхождения духовного пути шиваизма. Большое внимание уделено описанию многочисленных ступеней слияния с богом, вплоть до полного тождества с Шивой. Тирумулар утверждает что описывает духовный путь и его высшие состояния исходя из собственного мистического опыта. Он прямо говорит, что Шива уже преобразил его тело, вступил в него и всегда в нём пребывает. При этом, человеческое тело для Тирумулара является не главным препятствием на духовном пути (как это часто рассматривалось в ранней традиции бхакти), но главным инструментом для достижения искомой цели адепта — достижения мокши и слияния с Шивой.
Между Тирумантирам и йога-сутрами Патанджали существуют многочисленные параллели. Тирумантирам является базовым текстом для изучения и глубокого понимания не только системы шайва-сиддханты, но и всей индийской йоги.

## Пример четверостишия
2655

Когда исчезают все пять тел, сокрытые двойной майей,

И Он сам проявляется [в виде] чистого наивысшего света,

Изучающие собственную природу погружаются в молчание,

[Наполненное] мудростью и прочим.
— Тирумулар. Тирумантирам